# آن بکستر
آن بکستر (انگلیسی: Anne Baxter؛ زاده ۷ مهٔ ۱۹۲۳ - درگذشته ۱۲ دسامبر ۱۹۸۵) بازیگر آمریکایی سینما و تئاتر بود. وی در طول دوران فعالیت هنری خود برنده یک جایزه اسکار و یک جایزه گلدن گلوب و یک بار نیز نامزد دریافت جایزه امی ساعات پربیننده شد.

## فیلم‌شناسی

### سینمایی
- مرداب (۱۹۴۱)
- نی‌نواز هاملین (۱۹۴۲)
- آمبرسون‌های باشکوه (۱۹۴۲)
- پنج گور تا قاهره (۱۹۴۳)
- ستاره قطبی (۱۹۴۳)
- قلب ارغوانی (۱۹۴۴)
- لبه تیغ (۱۹۴۶)
- همه چیز درباره ایو (۱۹۵۰)
- اعتراف می‌کنم (فیلم) (۱۹۵۳)
- بلو گاردنیا (۱۹۵۳)
- ده فرمان (۱۹۵۶)
- رژه احمقان (۱۹۷۱)
- جین آستین در منهتن (۱۹۸۰)

### مجموعه تلویزیونی
- دکتر کیلدر (۱۹۶۴)
- بتمن (مجموعه تلویزیونی) (۱۹۶۶–۱۹۶۷)
- ویرجینیایی (۱۹۶۸)
- آیرونساید (۱۹۶۸–۱۹۶۹)
- دکتر مارکوس ولبی
- ستوان کلمبو (۱۹۷۳)
- کنن (۱۹۷۳)

## جوایز
- جایزه گلدن گلوب بهترین بازیگر نقش مکمل زن برای فیلم لبه تیغ (۱۹۴۷)
- جایزه اسکار بهترین بازیگر نقش مکمل زن برای فیلم لبه تیغ (۱۹۴۷)